# Socket SP3
Socket SP3 — це LGA (англ. land grid array) роз'єм мікропроцесорів, розроблений компанією AMD для серверних процесорів сімейства Zen — Epyc. Продаж материнських плат на цьому сокеті розпочався 20 червня 2017 року. Socket SP3 фізично ідентичний, однак не сумісний з високопродуктивним настільним Socket TR4.